# Seznam dílů seriálu Pes a jeho blog
Toto je seznam dílů seriálu Pes a jeho blog. Americký komediální seriál Pes a jeho blog měl premiéru USA 12. října 2012 s v Česku 13. dubna 2013. V obou zemích se vysílá na dětské stanici Disney Channel. Seriál sleduje životy nevlastních sourozenců Avery Jegginsové a Tylera Jamese (G. Hanneliusová a Blake Michael), kteří jsou kompletně odlišní. Do rodiny také patří Chloe (Francesca Capaldi), často zapomínané třetí dítě jejich rodičů Bennetta Jamese a Ellen Jenniingsové (Regan Burns a Beth Littleford). Součástí je také jejich adoptovaný mluvící rodinný pes Stan (hlas v originále Stephen Full), který vede svůj blog o všem co se v rodině James-Jegginsových děje. Pouze děti ví o jeho tajemství.

## Přehled řad
| Řada | Díly | Premiéra v USA | Premiéra v USA | Premiéra v ČR  | Premiéra v ČR     | Premiéra v ČR (ČT :D) | Premiéra v ČR (ČT :D) |
| Řada | Díly | První díl      | Poslední díl   | První díl      | Poslední díl      | První díl             | Poslední díl          |
| ---- | ---- | -------------- | -------------- | -------------- | ----------------- | --------------------- | --------------------- |
| 1    | 22   | 12. října 2012 | 25. srpna 2013 | 13. dubna 2013 | 28. prosince 2013 | 4. října 2017         | 2. listopadu 2017     |
| 2    | 24   | 20. září 2013  | 12. září 2014  | 11. ledna 2014 | 25. ledna 2015    | 3. listopadu 2017     | 6. prosince 2017      |
| 3    | 24   | 26. září 2014  | 25. září 2015  | 18. dubna 2015 | 22. května 2016   | 7. prosince 2017      | 10. ledna 2018        |

## Seznam dílů

### První řada (2012–2013)
| Č. v seriálu | Č. v řadě | Název                        | Český název                  | Režie            | Scénář                                                           | Premiéra v USA     | Premiéra v ČR      | Prod. kód |
| ------------ | --------- | ---------------------------- | ---------------------------- | ---------------- | ---------------------------------------------------------------- | ------------------ | ------------------ | --------- |
| 1            | 1         | Stan of the House            | Moje nová rodina             | Neal Israel      | námět: Philip Stark, Michael B. Kaplan scénář: Michael B. Kaplan | 12. října 2012     | 13. dubna 2013     | 101       |
| 2            | 2         | The Fast and the Furriest    | S packou na volantu          | Neal Israel      | Michael B. Kaplan                                                | 4. listopadu 2012  | 13. dubna 2013     | 102       |
| 3            | 3         | Dog With a Hog               | Pes vs. prase                | Neal Israel      | Judd Pillot                                                      | 11. listopadu 2012 | 20. dubna 2013     | 103       |
| 4            | 4         | Wingstan                     | Zaříkávač psů                | Neal Israel      | Richard Gurman                                                   | 18. listopadu 2012 | 27. dubna 2013     | 106       |
| 5            | 5         | World of Woofcraft           | Milovník pudlů 152           | Shelley Jensen   | Steve Jarczak, Shawn Thomas                                      | 25. listopadu 2012 | 4. května 2013     | 108       |
| 6            | 6         | Bark! The Herald Angels Sing | Společné vánoční tradice     | Neal Israel      | John Peaselee                                                    | 2. prosince 2012   | 31. října 2013     | 104       |
| 7            | 7         | The Parrot Trap              | Láska ke zvířatům            | Shelley Jensen   | Alison Brown                                                     | 13. ledna 2013     | 11. května 2013    | 109       |
| 8            | 8         | The Bone Identity            | Skrytá identita              | Neal Israel      | Jim Hope                                                         | 27. ledna 2013     | 1. června 2013     | 105       |
| 9            | 9         | Stan Stops Talking           | Stan nemluví                 | Shelley Jensen   | John Peaslee                                                     | 17. února 2013     | 22. června 2013    | 115       |
| 10           | 10        | Dog Loses Girl               | Ztracená Chloei              | Neal Israel      | Chad Gervich                                                     | 24. února 2013     | 10. srpna 2013     | 107       |
| 11           | 11        | Stan-ing Guard               | Stan na stráži               | Shelley Jensen   | Michael B. Kaplan                                                | 24. března 2013    | 11. října 2013     | 110       |
| 12           | 12        | Freaky Fido                  | Podivný Fido                 | Neal Israel      | Judd Pillott                                                     | 7. dubna 2013      | 17. srpna 2013     | 111       |
| 13           | 13        | Guess Who's a Cheerleader    | Hádej, kdo je roztleskávačka | Shelley Jensen   | Richard Gurman                                                   | 28. dubna 2013     | 7. září 2013       | 112       |
| 14           | 14        | Crimes of the Art World      | Zločiny s uměním             | Shelley Jensen   | Amy Pittman                                                      | 5. května 2013     | 12. října 2013     | 118       |
| 15           | 15        | Avery's First Crush          | Trable s láskou              | Neal Israel      | Jim Hope                                                         | 12. května 2013    | 14. září 2013      | 113       |
| 16           | 16        | The Truck Stops Here         | Práce šlechtí člověka        | Rich Correll     | Steve Jarczak, Shawn Thomas                                      | 9. června 2013     | 5. října 2013      | 114       |
| 17           | 17        | Avery's First Breakup        | Avery a její první rozchod   | David Kendall    | Judd Pillot                                                      | 23. června 2013    | 2. listopadu 2013  | 122       |
| 18           | 18        | A New Baby?                  | Nový přírůstek?              | Shelley Jensen   | Alison Brown                                                     | 14. července 2013  | 15. listopadu 2013 | 116       |
| 19           | 19        | Stan Talk's to Gran          | Stan mluví s babičkou        | Joel Zwick       | Kristin Layne Tucker                                             | 21. července 2013  | 30. listopadu 2013 | 119       |
| 20           | 20        | Avery's Wild Party           | Avery a její divoký večírek  | Eric Dean Seaton | John Peaslee                                                     | 28. července 2013  | 7. prosince 2013   | 121       |
| 21           | 21        | My Parents Posted What?!     | Co to naši dali na net?!     | David Kendall    | Michael B. Kaplan                                                | 11. srpna 2013     | 14. prosince 2013  | 120       |
| 22           | 22        | Stan's Old Owner             | Stanův původní majitel       | Shelley Jensen   | Chad Gervich                                                     | 25. srpna 2013     | 28. prosince 2013  | 117       |

### Druhá řada (2013–2014)
| Č. v seriálu | Č. v řadě | Název                                        | Český název                                    | Režie              | Scénář                      | Premiéra v USA     | Premiéra v ČR      | Prod. kód |
| ------------ | --------- | -------------------------------------------- | ---------------------------------------------- | ------------------ | --------------------------- | ------------------ | ------------------ | --------- |
| 23           | 1         | Too Short                                    | Na velikosti nezáleží                          | Shelley Jensen     | Michael B. Kaplan           | 20. září 2013      | 11. ledna 2014     | 201       |
| 24           | 2         | Good Girl Gone Bad                           | Zlobivá slušňačka                              | Shelley Jensen     | Richard Gurman              | 27. září 2013      | 18. ledna 2014     | 202       |
| 25           | 3         | Howloween                                    | Halloween                                      | Shelley Jensen     | Steve Jarczak, Shawn Thomas | 4. října 2013      | 25. ledna 2014     | 203       |
| 26           | 4         | Stan Makes His Mark                          | Stanův nesmrtelný odkaz                        | Shelley Jensen     | Jim Hope                    | 11. října 2013     | 1. února 2014      | 204       |
| 27           | 5         | Tyler Gets A Grillfriend                     | Tyler a zvíře                                  | Shelley Jensen     | Alison Brown                | 1. listopadu 2013  | 8. února 2014      | 205       |
| 28           | 6         | Don't Karl Us, We'll Karl You                | Nezahrávej si s námi                           | Shelley Jensen     | Judd Pillott                | 22. listopadu 2013 | 29. března 2014    | 206       |
| 29           | 7         | Twas the Fight Before Christmas              | Nečekaná vánoční návštěva                      | Victor Gonzalez    | Richard Day                 | 6. prosince 2013   | 13. dubna 2014     | 207       |
| 30           | 8         | Lost in Stanslation                          | Ztraceni ve Stanově překladu                   | Shelley Jensen     | Greg Lisbe                  | 10. ledna 2014     | 26. dubna 2014     | 210       |
| 31           | 9         | Avery B. Jealous                             | Žárlivá Avery                                  | Victor Gonzalez    | Alison Brown                | 24. ledna 2014     | 12. dubna 2014     | 209       |
| 32           | 10        | Love Ty-Angle                                | Miluji tě Anděli                               | Shelley Jensen     | Michael B. Kaplan           | 21. února 2014     | 15. června 2014    | 211       |
| 33           | 11        | Stan Runs Away                               | Stan utekl                                     | Alex Zamm          | Michael B. Kaplan           | 28. února 2014     | 28. června 2014    | 213       |
| 34           | 12        | I Want My Nikki Back, Nikki Back, Nikki Back | Chci zpátky svou Nikki, svou Nikki, svou Nikki | Shelley Jensen     | Jim Hope                    | 7. března 2014     | 14. června 2014    | 212       |
| 35           | 13        | Avery-body Dance Now                         | Tanec těla                                     | Roger Christiansen | Richard Day                 | 21. března 2014    | 2. srpna 2014      | 215       |
| 36           | 14        | The Green-Eyed Monster                       | Monstrum se zelenýma očima                     | Sean Mulcahy       | Greg Lisbe                  | 4. dubna 2014      | 8. listopadu 2014  | 218       |
| 37           | 15        | Who's Training Who?                          | Kdo koho trénuje?                              | Victor Gonzalez    | Richard Gurman              | 11. dubna 2014     | 21. června 2014    | 208       |
| 38           | 16        | Love, Loss, and a Beanbag Toss               | Láska, ztráta a sedací pytel                   | Shelley Jensen     | Alison Brown                | 16. května 2014    | 16. srpna 2014     | 219       |
| 39           | 17        | How I Met Your Brother and Sister            | Jak jsem potkal tvého bratra a sestru          | Bruce Leddy        | Natasha Gray                | 13. června 2014    | 23. srpna 2014     | 217       |
| 40           | 18        | Will Sing for Food Truck                     | Zpívání pro pojizdné občerstvení               | Shelley Jensen     | Steve Jarczak, Shawn Thomas | 20. června 2014    | 9. srpna 2014      | 216       |
| 41           | 19        | Stuck in the Mini with You                   | Výlet                                          | Bruce Leddy        | Amy Pittman                 | 18. července 2014  | 15. listopadu 2014 | 214       |
| 42           | 20        | Pod People from Pasadena                     | Lidské kokony s Pasadeny                       | Sean Mulcahy       | Jay Dyer                    | 25. července 2014  | 29. listopadu 2014 | 220       |
| 43           | 21        | The Mutt and the Mogul                       | Pes a magnát                                   | Roger Christiansen | Steve Jarczak, Shawn Thomas | 1. srpna 2014      | 23. listopadu 2014 | 221       |
| 44           | 22        | Stan Gets Schooled                           | Stan dostává školení                           | Rob Schiller       | Amy Pittman                 | 15. srpna 2014     | 11. ledna 2015     | 223       |
| 45           | 23        | Karl Finds Out Stan's Secret                 | Karl odhaluje Stanovo tajemství                | Alex Zamm          | Jim Hope                    | 22. srpna 2014     | 14. prosince 2014  | 222       |
| 46           | 24        | The Kids Find Out Stan Blogs                 | Děti objeví Stanův blog                        | Sean Mulcahy       | Michael B. Kaplan           | 12. září 2014      | 25. ledna 2015     | 224       |

### Třetí řada (2014–2015)
| Č. v seriálu | Č. v řadě | Název                            | Český název                    | Režie                                       | Scénář                                       | Premiéra v USA     | Premiéra v ČR   | Prod. kód |
| ------------ | --------- | -------------------------------- | ------------------------------ | ------------------------------------------- | -------------------------------------------- | ------------------ | --------------- | --------- |
| 47           | 1         | Guess Who Gets Expelled?         | Hádejte koho vyloučili?        | Shelley Jensen                              | Michael B. Kaplan                            | 26. září 2014      | 18. dubna 2015  | 301       |
| 48           | 2         | Howloween 2: the Final Reckoning | Halloween 2: konečné zúčtování | Shelley Jensen                              | Jim Hope                                     | 2. října 2014      | 25. dubna 2015  | 302       |
| 49           | 3         | Avery Schools Tyler              | Avery školí Tylera             | Joel Zwick                                  | Harry Hannigan                               | 17. října 2014     | 2. května 2015  | 303       |
| 50           | 4         | Stan Falls In Love               | Zamilovaný Stan                | Shelley Jensen                              | Steve Jarczak, Shawn Thomas                  | 21. listopadu 2014 | 9. května 2015  | 304       |
| 51           | 5         | Avery vs. Teacher                | Avery vs. učitelka             | Shelley Jensen                              | Debby Wolfe                                  | 28. listopadu 2014 | 16. května 2015 | 305       |
| 52           | 6         | Stan Steals Christmas            | Stan krade Vánoce              | Shelley Jensen                              | Amy Pittman                                  | 5. prosince 2014   | 23. května 2015 | 306       |
| 53           | 7         | Avery Makes Over Max             | Avery mění Max                 | Shelley Jensen                              | Jessica Kaminsky                             | 9. ledna 2015      | 30. května 2015 | 307       |
| 54           | 8         | Avery Dreams of Kissing Karl     | Avery sní o polibku s Karlem   | Shelley Jensen                              | Michael B. Kaplan                            | 16. ledna 2015     | 1. srpna 2015   | 308       |
| 55           | 9         | Dog on a Catwalk                 | Pes na přehlídkovém molu       | Shelley Jensen                              | Jim Hope                                     | 6. února 2015      | 8. srpna 2015   | 309       |
| 56           | 10        | Guess Who's a Cheater            | Hádej, kdo podvádí?            | Joel Zwick                                  | Debby Wolfe                                  | 20. února 2015     | 15. srpna 2015  | 310       |
| 57           | 11        | Stan's New BFF                   | Stanův nový nejlepší kamarád   | Jody Margolin Hahn                          | Steve Jarczack, Shawn Thomas                 | 6. března 2015     | 29. srpna 2015  | 311       |
| 58           | 12        | Stan Sleep Talks                 | Stan mluví ze spaní            | David Kendall                               | Harry Hannigan                               | 26. března 2015    | 6. března 2016  | 313       |
| 59           | 13        | Stan Gets Married                | Stan se žení                   | Rob Schiller                                | Jessica Kaminsky                             | 17. dubna 2015     | 13. března 2016 | 312       |
| 60           | 14        | Guess Who Becomes President      | Hádej kdo je prezidentem       | Shelley Jensen                              | Loni Steele Sothand                          | 24. dubna 2015     | 20. března 2016 | 314       |
| 61-62        | 15-16     | Stan Has Puppies                 | Stan má štěňátka               | Victor Gonzalez (část 1) Alex Zamm (část 2) | Jim Hope (část 1) Michael B. Kaplan (část 2) | 8. května 2015     | 27. března 2016 | 315–316   |
| 63           | 17        | You're Not My Sister Anymore     | Už nejsi moje sestra           | Joel Zwick                                  | Jessica Kaminsky                             | 12. června 2015    | 3. dubna 2016   | 317       |
| 64           | 18        | The Puppies Talk                 | Štěňátko mluví                 | Joel Zwick                                  | Steve Jarczak, Shawn Thomas                  | 19. června 2015    | 10. dubna 2016  | 318       |
| 65           | 19        | Guess Who's Dating Karl          | Hádejte, s kým randí Karl      | Jody Margolin Hahn                          | Harry Hannigan                               | 17. července 2015  | 24. dubna 2016  | 320       |
| 66           | 20        | Murder of the Ornamental Dress   | Vražda malovaných šatů         | Joel Zwick                                  | Kevin Engelking, Kevin Engelking             | 24. července 2015  | 17. dubna 2016  | 319       |
| 67           | 21        | Stan Rescues His Princess        | Stan zachraňuje Princeznu      | Regan Burns                                 | Debby Wolfe                                  | 7. srpna 2015      | 1. května 2016  | 321       |
| 68           | 22        | Cat with a Blog                  | Kočka a její blog              | Jonathan Judge                              | Amy Pittman                                  | 21. srpna 2015     | 8. května 2016  | 322       |
| 69           | 23        | Avery Starts Driving             | Avery začíná řídit             | Jonathan Judge                              | Jim Hope                                     | 18. září 2015      | 15. května 2016 | 323       |
| 70           | 24        | Stan's Secret Is Out             | Stanovo tajemstvi je venku     | Shelley Jensen                              | Michael B. Kaplan                            | 25. září 2015      | 22. května 2016 | 324       |